# Southwellina macracanthus
Southwellina macracanthus är en hakmaskart som först beskrevs av Ward och Heinrich Georg Winter 1952.  Southwellina macracanthus ingår i släktet Southwellina och familjen Polymorphidae. Inga underarter finns listade i Catalogue of Life.